# 日本スペリア社
株式会社日本スペリア社(にほんすぺりあしゃ)は大阪府吹田市に本社を置く、はんだやろう材など金属接合材料の製造・成形加工及び販売を行うメーカーである。

## 概要
1966年に現会長の西村利郎が設立。
松下電器貿易（現：パナソニック）がアメリカより輸入した、スペリアフラックス社の製品の国内販売代理業から事業を始めたことにちなみ、社名を「日本スペリア社」とした。
1980年代に入ると「はんだ」の自社開発・製造・販売を開始。
1998年に無銀の鉛フリーはんだ合金「SN100C」を開発。
2014年には「SN100C」の基本組成が国際規格に登録（ISO9453 Soft Solder Alloys）された。

## 沿革
- 1966年（昭和41年）5月‐現会長の西村利郎が、日本スペリア社を設立。松下電器貿易（株）の輸入するアメリカ・スペリアフラックス社製品を販売開始。
- 1966年（昭和41年）12月‐株式会社日本スペリア社に改組。アメリカ・ユニブレイズ社と提携、ろう材の輸入販売を開始。
- 1977年（昭和52年）2月‐本社を大阪府吹田市の松下電器貿易江坂ビルに移転。同市に配送センターを建設。
- 1985年（昭和60年）3月‐NSブランドの無酸化はんだクリームを製造販売開始。
- 1987年（昭和62年）8月‐低融点はんだ合金（特許品）の販売開始。
- 1989年（平成元年）5月‐吹田市江坂町に新社屋（NSビル）完成及び本社を移転。
- 1998年（平成10年）6月‐アメリカ・アイオワ州立大学研究財団と鉛フリーはんだ（Sn-Ag-Cu系）のライセンス契約締結、SN96CI製造販売開始。
- 1999年（平成11年）3月‐松下電器産業（株）(現:パナソニック)ビデオ事業部が鉛フリーはんだSN100C（特許品）の使用を発表。量産使用開始。
- 2002年（平成14年）2月‐ヨーロッパ最大手のはんだメーカー、ドイツ・バルバーチン社と鉛フリーはんだSN100Cの生産及び販売で業務提携。
- 2002年（平成14年）5月‐イギリスのはんだメーカーDKL社と鉛フリーはんだSN100Cの生産及び販売で業務提携。
- 2003年（平成15年）7月‐北米のはんだメーカーフロリダサーテック社と鉛フリーはんだSN100Cの生産及び販売で業務提携。
- 2004年（平成16年）6月 - 西村哲郎が社長就任。
- 2010年（平成22年）11月‐知財功労賞受賞。[2]
- 2012年（平成24年）7月‐クイーンズランド大学内に「日本スペリア電子材料製造研究所」（NS CMEM）を開設。
- 2013年（平成25年）2月‐マレーシア・ペルリス大学と鉛フリーはんだの共同研究を開始。
- 2014年（平成26年）8月‐鉛フリーはんだSN100Cの基本となる合金組成が国際規格（ISO9453 Soft solder alloys）に登録。

## 製品

### SN100C
1998年に日本スペリア社が開発した鉛フリーはんだ合金。
合金組成はSn（錫）99% - Cu（銅）0.7% - Ni（ニッケル）0.05% - Ge（ゲルマニウム）0.01%以下。

銀を含んでいない点が特徴。
日本を含む世界25ヵ国において日本スペリア社が特許を取得し、「SN100C」という名称も日本スペリア社の登録商標である。
SN100Cの採用国は世界中に広がっており、2014年にはSN100Cの基本合金組成（Sn-Cu-Ni）が国際規格に登録された。
規格番号 ISO9453:2014（Alloy No.403）

## 国内拠点
- 本社‐大阪府吹田市
- 東京営業所‐東京都江東区
- 名古屋営業所‐愛知県名古屋市
- 津山工場‐岡山県津山市
- 豊中工場‐大阪府豊中市
- 大阪物流センター‐大阪府豊中市
- R&Dセンター‐大阪府豊中市

## 海外拠点

### 東南アジア
- NIHON SUPERIOR ASIA SDN. BHD.‐マレーシア
- NIHON SUPERIOR (M) SDN. BHD.‐マレーシア
- NIHON SUPERIOR (SINGAPORE) PTE. LTD.‐シンガポール
- NIHON SUPERIOR (SINGAPORE) PTE. LTD.‐インドネシア
- NIHON SUPERIOR (THAILAND) CO., LTD.‐タイ
- REPRESENTATIVE OF NIHON SUPERIOR (THAILAND) CO., LTD. IN HANOI‐ベトナム

### 中国
- NIHON SUPERIOR (SUZHOU) CO., LTD.‐中国（蘇州）
- NIHON SUPERIOR (SHANGHAI) CO., LTD.‐中国（上海）
- NIHON SUPERIOR (SHANGHAI) CO., LTD.　DONGGUAN BRANCH‐中国（東莞）
- NIHON SUPERIOR (HONG KONG) LIMITED‐中国（香港）
- NIHON SUPERIOR (TAIWAN) CO.,LTD.‐台湾

### アメリカ
- NIHON SUPERIOR USA, LLC‐アメリカ

## 関連会社
- 株式会社エヌエステクノ
- スペリア工業株式会社
- 株式会社応用ナノ粒子研究所